# Teodoro II de Armenia
Teodoro II de Armenia (en armenio: Թորոս Բ; fallecido en 1169) fue señor de la Cilicia armenia (o Armenia menor), de 1140 a 1169. Era hijo de León I, señor de Armenia y de Beatriz de Rethel.
Junto con su padre y su hermano menor Roupen, estuvo cautivo en Constantinopla en 1138, donde murió su padre en 1140, y Roupen en 1141. Pero Teodoro logró escapar y volver a Cilicia en 1145. Recuperó algunos territorios, pero en 1152 Manuel I Comneno envió un ejército con su primo Andrónico, que fue derrotado por Teodoro. Los bizantinos incitaron entonces a los selyúcidas del Rüm para que atacasen Cilicia en 1153. Thoros reconoció la soberanía de estos y así detuvo su ataque, pero estos volvieron a intentarlo en 1154. Finalmente, se llegó a una situación de relativa paz con estos vecinos del norte.
Teodoro tuvo también una disputa territorial con Reinaldo de Châtillon por el castillo de Bagras, en el límite con el principado de Antioquía. Un nuevo ataque bizantino le obligó a refugiarse en las montañas. Por mediación de Balduino III de Jerusalén evitó una segunda cautividad, pero tuvo que reconocer la soberanía imperial.'
Sus últimos años estuvieron enturbiados por un intento de su medio hermano Melias de acabar con su vida, el cual tuvo que huir a Antioquía primero, y luego a Alepo, donde estuvo al servicio de Nur al-Din. Teodoro se retiró luego a un monasterio y dejó el trono a su hijo Rubén II, menor de edad, bajo la regencia de su sobrino Tomás.
Tuvo al menos tres hijos: Rubén II, una hija que se casó con Haitón III de Lampron, y otra hija que le casó con el rey de Chipre.